# Lucas Van den Eynde
Lucas Van den Eynde (Lier, 23 febbraio 1959) è un attore belga.
Ha recitato in diversi film e serie televisive belghe e olandesi, pur avendo dedicato la maggior parte della sua carriera al teatro. Nel 1998 è stato nominato a un Arlecchino, il premio conferito al miglior attore non protagonista della stagione teatrale olandese, aggiudicandoselo, e nel 1999 ha vinto un Louis d'Or, il più prestigioso premio teatrale olandese che celebra il miglior attore protagonista della stagione.

## Biografia
Ha recitato con compagnie teatrali come Blauwe Zondag Compagnie, Het Toneelhuis, 't Arsenaal, e la Koninklijke Vlaamse Schouwburg (in francese: Théâtre royal flamand de Bruxelles). Con quest'ultima ha recitato in De Drumleraar, In de naam van de Vader en de Zoon, Ten oorlog, Zullen we het liefde noemen e Diplodocus Deks. È stato anche in tournée per anni con Jukebox, liedjes op verzoek con  le attrici Tine Embrechts e Nele Bauwens.
È diventato un noto attore televisivo nel ruolo di Xavier De Baere, in cui è apparso per la prima volta nel programma televisivo fiammingo Morgen Maandag. Van den Eynde ha poi interpretato Bert "Bucky" Laplasse, un altro personaggio noto della televisione fiamminga, nella seconda serie di Het eiland.
Dal 2004 ha un ruolo da protagonista nella serie poliziesca Aspe, in cui interpreta il sergente Guido Versavel. Interpreta questo personaggio per quattro stagioni, ma lascia la serie nel 2008 per concentrarsi maggiormente sul teatro e su progetti musicali. Van den Eynde è tuttavia tornato alla serie nella quinta stagione, facendo un'apparizione come guest star. Nel 2014 ha ripreso il ruolo di Guido Versavel nei cinque episodi conclusivi dell'ultima stagione della serie.
Alla fine del 2008, Van den Eynde ha recitato nel musical Daens (prodotto da Studio 100), in cui interpreta il ruolo del protagonista. Nel 2009 ha interpretato il macellaio André Vangenechten nella serie televisiva Van Vlees en Bloed. Van den Eynde ha poi avuto nel 2013 un ruolo di primo piano nella serie televisiva Salamander, in cui interpreta Carl Cassimon. Nel 2017, ha recitato nella seconda stagione di Spitsbroers, interpretando l'uomo d'affari Toni Beernaert, membro del consiglio e successivamente anche presidente di una rappresentazione fittizia della squadra di calcio Racing Genk.
Nel 1998 ha ricevuto un Arlecchino (il più prestigioso premio teatrale olandese che celebra il miglior attore non protagonista della stagione) dal VSCD dei Paesi Bassi per la sua interpretazione di Edwaar in Ten Oorlog. Nel 1999 riceve il Louis d'Or (il più prestigioso premio teatrale olandese che celebra il miglior attore protagonista della stagione) per il ruolo di Bruno in Bruno in De cocu magnifique oftewel de wonderbaarlijke hoorndrager.

## Filmografia
- Wildschut (1985) - Soldato
- Het Landhuis (1989) - Torfs
- F.C. De Kampioenen (1990) - Calciatore
- Alfa Papa Tango (1990)
- De Grijze Man (1991) - Geert
- De bossen van Vlaanderen (1991) - Eugene Mertens
- De zevende hemel (1993)
- Ad fundum (1993) - Agente Pots
- Morgen Maandag (1993) - Xavier De Baere
- Het Park (1993) - Fernand
- Buiten De Zone (1995) - Dottor De Waele
- Kulderzipken (1996) - Fratello Grimm
- Kongo (1997) - Guy Moeyaert
- Windkracht 10 (1997-1998) - Pilota di F-16 Claude / Dottor Walter Heirbaut
- In de gloria (2000)
- De zaak Alzheimer (2003) - Bob van Camp
- Het eiland (2004) - Bucky Laplasse
- Aspe (2004-2008, 2009, 2014) - Guido Versavel
- Matrioshki (2004) - Giornalista Nico Maes
- De Kavijaks (2005) - Maestro
- Hij komt, hij komt... De intrede van de Sint (2006 - 2018) - Professor Herman Van den Uytleg
- Van vlees en bloed (2009) - Macellaio André Vangenechten
- Meisjes (2009) - Michel
- Mega Mindy (2009) - Jef
- Sinteressante dingen (2009-2010) - Professor Herman Van den Uytleg
- Frits & Freddy (2010) - Sjarel Willems
- Dubbelleven (2010) - Mark Nuyens
- Witse (2010) - André Vestiaux
- Duts (2010) - Padre di Mieke
- De Ronde (2011) - Marc Six
- Groenten uit Balen (2011) - Piet
- Loslopend wild (2012-2022)
- Salamander (2012-2013) - Carl Cassimon
- Met man en macht (2013) - Rene Van den Abeele
- De Ridder (2013-2016) - Avvocato Jan Ravenakkers
- Albert II (2013) - Re Alberto II
- W. - Witse de film (2014) - Dax
- Ay Ramon! (2015) - Professore Van den Uytleg
- Echt niet OK! (2015)
- Den elfde van den elfde (2016) - Insegnante di canto
- Achter de wolken (2016) - Werner
- Vermist VII (2016) - Johan Cools
- Spitsbroers (2017) - Antoine 'Toni' Beernaert
- Gent-West (2018-2019) - Harry Van den Broeck
- Niet schieten (2018) - Dottor Rumbaut
- Undercover (2019) - Ignace Devlaeminck
- GR5 (2020) - Piet Mahieu
- Cruise Control (2020) - Serge Gabriëls
- Black-out (2020-2021) - Herman Pauwels
- #LikeMe (2020) - Leon
- LEEF (2021) - Signor De Gruyter
- Lisa (2021) - Mark Albrechts
- Déjà Vu (2021) - Ministro
- Glad IJs (2021) - Philip (Phill Frisco) Druyts